# Мак-Нил, Мэгги
Ханна Маргарет Макнер (Мэгги) Мак-Нил (англ. Hannah Margaret McNair "Maggie" Mac Neil; род. 26 февраля 2000, Цзюцзян, Цзянси) — канадская пловчиха, олимпийская чемпионка, чемпионка мира в плавании на 100 метров баттерфляем. Серебряный и бронзовый призёр Олимпийских игр 2020 в Токио. Четырехкратная чемпионка мира на короткой воде.

## Биография
Родилась в городском округе Цзюцзян на южном берегу реки Янцзы в китайской провинции Цзянси, КНР. Удочерена канадской парой в возрасте одного года.
Выросла в Лондоне, Онтарио, Канада, закончила среднюю школу сэра Фредерика Бантинга в 2018 году. В настоящее время Маргарет учится в Мичиганском университете и является членом Лондонского водного клуба. До окончания университета её родители не собирались публично раскрывать подробности о её удочерении. Мать — Сьюзан Макнил — работает штатным врачом в семейном медицинском центре Святого Иосифа в Лондоне, Онтарио. Отец Маргарет, Эдвард Макнил, тоже врач. У неё есть сестра по имени Клара Макнил.
Маргарет Мак-Нил начала плавать в 2 года, а соревноваться — в 8 лет. Сама пловчиха объяснила, что семья переехала в дом с бассейном, а её мама, будучи врачом, поощряла плавание. Всё началось с совместного плавания мам и малышей, а потом перешло в систематические тренировки.

## Реакция китайской аудитории
Канадская пловчиха, завоевавшая золотую медаль, произвела фурор в Китае из-за своего китайского происхождения, вызвав горячие дискуссии по поводу многолетней политики страны в отношении одного ребёнка и гендерной дискриминации. Тема о победе Макнил вскоре стала популярной новостью в китайских социальных сетях. Хэштег о её победе стал самой распространённой темой на китайском сайте микроблогов Weibo, её просмотрели около 400 миллионов человек.
Для многих пользователей Интернета в Китае, особенно для женщин, победа Макнил стала ярким напоминанием о пагубном наследии многолетней политики «одна семья — один ребёнок» и всё ещё широко распространённого гендерного неравенства, так как строгая политика, действовавшая до 2016 года, привела к росту абортов и отказу от детей из-за традиционного предпочтения сыновей во многих китайских семьях. Это привело к резкому перекосу соотношения полов — число молодых мужчин к 2021 году почти на 30 миллионов превысило число молодых женщин. Макнил на пресс-конференции сказала, что рождение в Китае — «это лишь очень небольшая часть моего пути туда, где я нахожусь сегодня», подчеркнув, что «всегда росла канадкой».

## Карьера
Во время своего дебюта на чемпионате мира FINA в 2019 году Макнил завоевала титул чемпионки мира в соревновании на 100 м (баттерфляй), побив рекорд Канады, Америки и Содружества, показав время 55,83 секунды. Чемпионат мира был её первым международным соревнованием среди взрослых, и в финале она победила шведку Сару Шёстрём — действующую олимпийскую чемпионку, четырёхкратную чемпионку мира и рекордсменку мира. Макнил также выиграла две бронзовые медали в эстафете 4×100 м вольным стилем и в комплексной эстафете, побив национальные рекорды в обоих заплывах. Она была названа лучшим пловцом 2020 года в Канаде.
В 2019 году она была лучшей в десятке первокурсников года, выиграв четыре титула на конференциях «Большой десятки» (англ. All-Big Ten). После второго сезона в 2019—2020 годах она была названа лучшей в десятке пловцов года и спортсменкой года Мичиганского университета после шести титулов на чемпионате «Большой десятки». Она также получила всеамериканские награды.
Маргарет Макнил стала трёхкратным призёром олимпийского дебюта в Токио-2020. Через день после завоевания серебра в эстафете 4×100 м вольным стилем Маргарет выиграла золото в плавании стилем баттерфляй на 100 м в Канаде и Америке, рекордное время — 55,59 секунды. Она завершила Игры, завоевав бронзу и установив канадский рекорд в комплексной эстафете 4×100 м среди женщин.

## Достижения
- Олимпийские игры: 2020 — золото (100 м баттерфляем), серебро (эстафета 4×100 м вольным стилем), бронза (комплексная эстафета 4×100 м)
- На чемпионате мира 2019 года в корейском Кванджу, 22 июля — золото (100 м баттерфляем), бронза (смешанная эстафета 4×100 м), бронза (эстафета 4×100 м вольным стилем), 5-е место (смешанная эстафета 4×100 м)[16].
- Двукратная чемпионка NCAA и лауреат премии Swammy в 2019 году.
- Чемпионат Пан Тихоокеанского региона (юниоры): 2018 — золото (100 м баттерфляем), серебро (смешанная эстафета 4×100 м), серебро (смешанная смешанная эстафета 4×100 м), бронза (эстафета 4×100 м вольным стилем), 6-е место (100 м вольным стилем), 11-е место (100 м на спине)[17].
- 26 июля 2021 года впервые в истории Мичиганского университета его студентка Мэгги Макнил завоевала золотую медаль Олимпийских игр 2020 года в плавании баттерфляем на 100 м[18] (накануне выиграв серебряную медаль в эстафете 4 по 100 м вольным стилем в составе женской команды Канады).
- Пловчиха была включена в академическую команду «Спортивной ассоциации межвузовской конференции» «Большая десятка» — за выдающиеся академические и спортивные достижения студентов-спортсменов в области студенческого спорта[19][20].

## Личные данные
- Начало занятий спортом — в 2 года.
- В 8 лет начала участвовать в соревнованиях Лондонского водного клуба (англ. London Aquatic Club, Canada)[21].
- Макнил часто описывают как «стойкую спортсменку»: накануне своего первого школьного соревнования по плаванию она упала и вывихнула запястье, но отказалась покинуть соревнование, несмотря на травму.
- Самое большое препятствие, которое ей пришлось преодолеть — тяжёлая форма астмы (диагноз был поставлен четыре года назад). Чтобы справиться с астмой, вызванной занятиями спортом, так как она может усугубиться из-за воздействия хлора, она сосредоточилась на более коротких дистанциях[22]
- Другие интересы: любит читать, шить и путешествовать. Играет на скрипке с 5 лет и кларнете с 12 лет.
- Любимая цитата: «Зона комфорта — отличное место, но там никогда ничего не растёт».
- Ритуалы перед соревнованием: 15 раз обрызгать себя водой, прежде чем встать к старту и трижды ударить ногой по прыжковой стартовой тумбе.
- Бывший тренер Маргарет Эндрю Крейвен отдал ей должное пловчихе за упорство и постоянную преданность спорту. «У нее всегда была потрясающая рабочая этика… Она приходила в бассейн даже раньше тренеров», — сказал Крейвен, главный тренер Лондонского водного клуба, который тренировал Макнил с 2013 до 2018 года[23].